# Deuxième circonscription de Soro
La deuxième circonscription de Soro est une des 121 circonscriptions législatives de l'État fédéré des nations, nationalités et peuples du Sud, elle se situe dans la Zone Hadiya. Son représentant actuel est Shefraw T/Maryam Menbecho.